# أنيتا دوب
أنيتا دوب (بالإنجليزية: Anita Dube) هي مؤرخة الفن ورسامة هندية، ولدت في 1958 في لكهنؤ في الهند.